# Diederik Gommers
Diederik Antonius Maria Paulus Johannes Gommers (Gorinchem, 23 mei 1964) is een Nederlandse arts met intensieve zorg als medisch specialisme. Hij is werkzaam als intensivist bij het academisch ziekenhuis Erasmus MC in Rotterdam en was zes jaar voorzitter van de Nederlandse Vereniging voor Intensive Care.

## Loopbaan
Gommers werd geboren in Gorinchem, maar groeide op in Udenhout. Na het behalen van zijn vwo-dipoma in 1982 aan het Maurick College in Vught studeerde Gommers geneeskunde aan de Rijksuniversiteit Gent waar hij in 1985 zijn kandidaats behaalde. Daarna vervolgde hij zijn studie aan de Erasmus Universiteit Rotterdam waar hij in 1989 het doctoraalexamen in de studierichting anesthesiologie behaalde en in 1994 zijn studie afsloot met zijn artsexamen.
Hij werd aan het Academisch Medisch Centrum in Amsterdam opgeleid tot intensivist. In 1998 promoveerde hij bij Burkhard Lachmann op het proefschrift Factors affecting surfactant responsiveness.
In 2014 werd Gommers benoemd tot bijzonder hoogleraar aan de Erasmus Universiteit Rotterdam met als leeropdracht intensivecaregeneeskunde. Hij aanvaardde dit ambt op 25 september 2015 met de oratie Wu-Wei.
Gommers is co-auteur van een praktische handleiding voor beademing, bestemd voor zorgprofessionals. Hij is de uitvinder van een narcosetoedienings- en beademingssysteem (advs) voor de operatiekamer, waarop hij in 2018 samen met Govinda Nallappa Rajan octrooi heeft verkregen.

### Coronacrisis en media
Tijdens de coronacrisis in Nederland neemt Gommers als specialist deel aan het Outbreak Management Team dat het kabinet-Rutte III adviseert over volksgezondheidsmaatregelen om de verspreiding van de virusziekte COVID-19 terug te dringen en de ziekenhuisopnames te reguleren. Zo informeerde hij de Tweede Kamer over de stand van zaken bij de intensieve zorg tijdens de coronacrisis, onder meer door briefings bij de Vaste Kamercommissie voor Volksgezondheid, Welzijn en Sport.
Door interviews in de landelijke pers en deelname aan tv-programma's, zoals Op1 en Jinek, over dit onderwerp vergaarde hij nationale bekendheid in Nederland. In januari 2021 werd aan Gommers en virologe Marion Koopmans de Machiavelliprijs 2020 toegekend voor hun "niet aflatende inzet om de wetenschap over het coronavirus toegankelijk te maken voor een breed publiek".
Door zijn veelvuldige optredens in de media werd Gommers een Bekende Nederlander, die ook na de coronacrisis in televisieprogramma's verscheen om zijn oordeel te geven over tal van onderwerpen, of om op avontuur te gaan met een andere BN'er, zoals in De gevaarlijkste wegen van de wereld.

## Prijs
- 2021: The Best Social Award in de categorie Beste Thuisblijf-content[11]